# DN13D
De DN13D (Drum Național 13D of Nationale weg 13D) is een weg in Roemenië. Hij loopt van Sovata naar Săcădat. De weg is 8 kilometer lang. 